# (300101) 2006 UV265
(300101) 2006 UV265 es un asteroide perteneciente al cinturón de asteroides, descubierto el 27 de octubre de 2006 por el equipo del Catalina Sky Survey desde el Catalina Sky Survey, Arizona, Estados Unidos.

## Designación y nombre
Designado provisionalmente como 2006 UV265.

## Características orbitales
2006 UV265 está situado a una distancia media del Sol de 3,121 ua, pudiendo alejarse hasta 3,618 ua y acercarse hasta 2,624 ua. Su excentricidad es 0,159 y la inclinación orbital 3,609 grados. Emplea 2014,22 días en completar una órbita alrededor del Sol.

## Características físicas
La magnitud absoluta de 2006 UV265 es 15,9.